# باتريا (مسلسل)
باتريا هو مسلسل دراما تاريخية إسباني مبني على رواية تحمل نفس الاسم للكاتب فرناندو آرامبورو،عرض المسلسل في 27 سبتمبر 2020.

## روابط خارجية
باتريا على موقع IMDb (الإنجليزية)
- باتريا على موقع ألو سيني (الفرنسية)
- باتريا على موقع فيلمافينيتي (الإسبانية)
- باتريا على موقع كينوبويسك (الروسية)
- باتريا على موقع قاعدة بيانات الفيلم (الإنجليزية)